# Ernesto Castano
Ernesto Castano (Cinisello Balsamo, 2 de maio de 1939 – 5 de janeiro de 2023) foi um futebolista italiano que atuou como defensor.

## Carreira
Castano jogou na Juventus, com a qual conquistou três campeonatos nacionais (1959–60, 1960–61 e 1966–67) e duas Copas da Itália.
Esteve com a Seleção Italiana que venceu a Eurocopa de 1968.

## Morte
Castano morreu em 5 de janeiro de 2023, aos 83 anos de idade.

## Títulos
- Eurocopa de 1968